# Adelges laricis
Genre
Synonymes
- Sacchiphantes consolidatus ( Patch, 1909)[1]

Adelges laricis est une espèce d'insectes hémiptères de la famille des Adelgidae (pucerons lanigères) que l'on trouve sur les aiguilles du Mélèze.

## Sous-espèce
Selon BioLib (3 mars 2022) :
- Adelges laricis potaninilaricis Zhang & Guangxue, 1980